# Harry Gerstad
Pour les articles homonymes, voir Gerstad.
Ne pas confondre avec Harry W. Gerstad (1886-1966), directeur de la photographie américain.

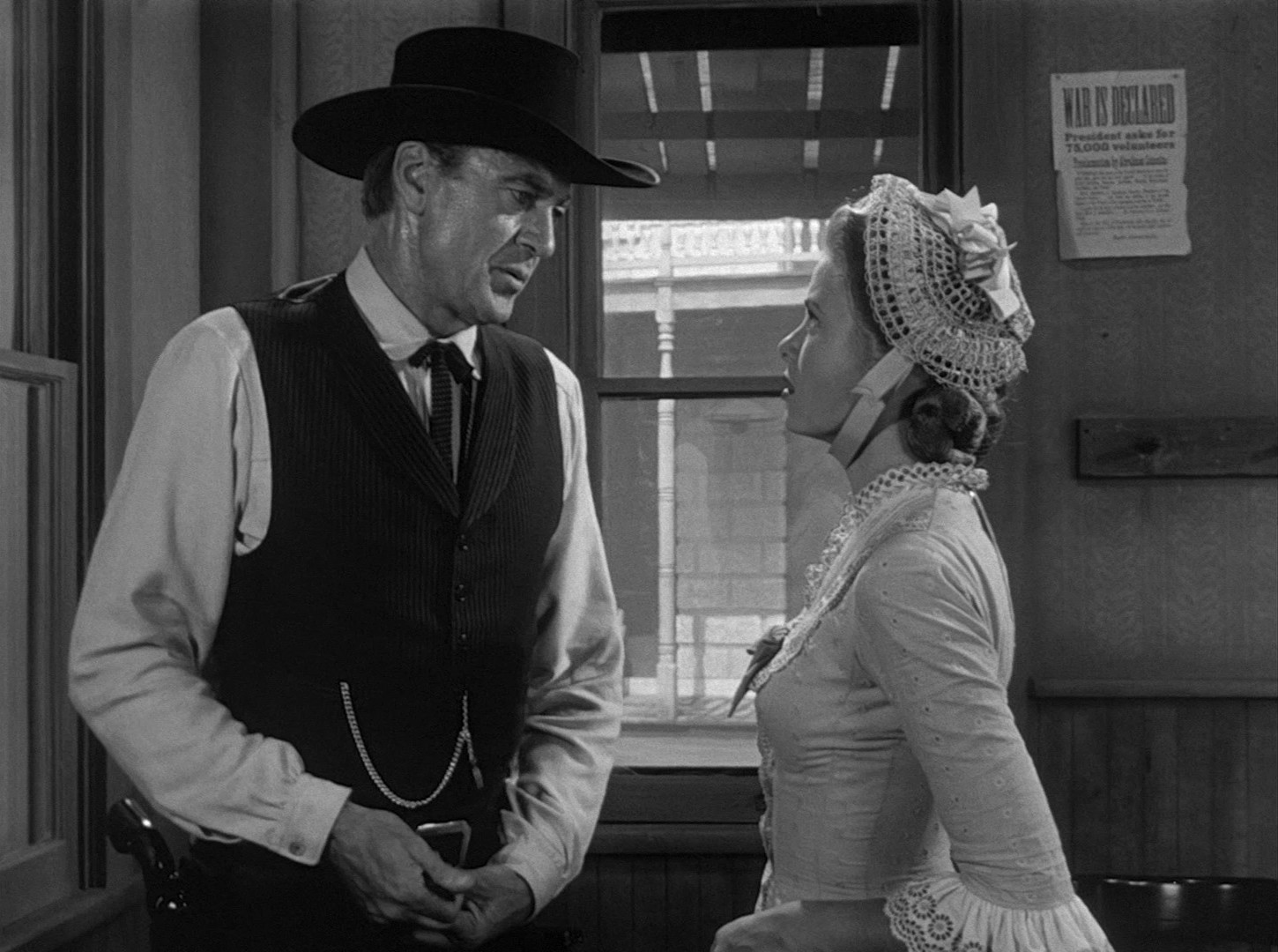
Le train sifflera trois fois (1952) :
Gary Cooper et Grace Kelly

Harry Gerstad (parfois crédité Harry W. Gerstad) est un monteur — membre de l'ACE — et réalisateur américain, né Harry Donald Gerstad le 11 juin 1909 à Chicago (Illinois), mort le 17 juillet 2002 à Palm Springs (Californie).

## Biographie
Fils du directeur de la photographie Harry W. Gerstad (1886-1966), il exerce comme monteur  sur une quarantaine de films américains, le premier étant Deux Mains, la nuit de Robert Siodmak (avec Dorothy McGuire et George Brent), sorti en 1945. Ses trois derniers sont réalisés par Phil Karlson (dont Ben en 1972, avec Joseph Campanella et Arthur O'Connell), l'ultime sortant en 1975.
Parmi les autres films notables qu'il monte, citons Le Champion de Mark Robson (1949, avec Kirk Douglas et Marilyn Maxwell), Le train sifflera trois fois de Fred Zinnemann (1952, avec Gary Cooper et Grace Kelly), La Rue chaude d'Edward Dmytryk (1962, avec Laurence Harvey et Capucine), ou encore La Caravane de feu de Burt Kennedy (1967, avec John Wayne et Kirk Douglas).
Harry Gerstad est également monteur pour la télévision, sur quatre séries (1953-1967), dont Les Aventures de Superman (vingt-six épisodes, 1953-1954) et Le Grand Chaparral (deux épisodes, 1967).
En outre, il est réalisateur d'un western sorti en 1960 (13 Fighting Men, avec Grant Williams et Brad Dexter), ainsi que sur cinq séries (1955-1958), dont Les Aventures de Superman (quinze épisodes, 1955-1957) et Rintintin (un épisode, 1956).  
Les deux films pré-cités Le Champion et Le train sifflera trois fois lui permettent chacun de gagner l'Oscar du meilleur montage.

## Filmographie partielle

### Comme monteur
Au cinéma
- 1945 : Deux Mains, la nuit (The Spiral Staircase) de Robert Siodmak
- 1947 : So Well Remembered d'Edward Dmytryk
- 1946 : Jusqu'à la fin des temps (Till the End of Time) d'Edward Dmytryk
- 1947 : Feux croisés (Crossfire) d'Edward Dmytryk
- 1948 : L'Île inconnue (Unknown Island) de Jack Bernhard
- 1949 : Le Champion (Champion) de Mark Robson
- 1949 : Tough Assignment (en) de William Beaudine
- 1949 : La Demeure des braves (Home of the Brave) de Mark Robson
- 1950 : Vingt-quatre Heures chez les Martiens (Rocketship X-M) de Kurt Neumann
- 1950 : C'étaient des hommes (The Men) de Fred Zinnemann
- 1950 : Cyrano de Bergerac de Michael Gordon
- 1950 : Le Démon des armes (Deadly is the Female – Gun Crazy) de Joseph H. Lewis
- 1951 : Mort d'un commis voyageur (Death of a Salesman) de László Benedek
- 1952 : The Member of the Wedding de Fred Zinnemann
- 1952 : L'Homme à l'affût (The Sniper) d'Edward Dmytryk
- 1952 : Le train sifflera trois fois (High Noon) de Fred Zinnemann
- 1953 : Les 5 000 Doigts du Dr T (The 5,000 Fingers of Dr. T) de Roy Rowland
- 1953 : Le Jongleur (The Juggler) d'Edward Dmytryk
- 1959 : The Alligator People (en) de Roy Del Ruth
- 1959 : Five Gates to Hell (en) de James Clavell
- 1960 : Les Pillards de la forêt (Freckles) d'Andrew V. McLaglen
- 1962 : L'Épée enchantée (The Magic Sword) de Bert I. Gordon
- 1962 : La Rue chaude (Walk on the Wild Side) d'Edward Dmytryk
- 1963 : Le Jardin de mes amours (en) (Of Love and Desire) de Richard Rush
- 1966 : Batman de Leslie H. Martinson
- 1967 : La Caravane de feu (The War Wagon) de Burt Kennedy
- 1968 : The Secret Life of an American Wife (en) de George Axelrod
- 1970 : Cover Me Babe (en) de Noel Black
- 1971 : Big Jake de George Sherman et John Wayne
- 1972 : Ben de Phil Karlson
- 1973 : Justice sauvage (Walking Tall) de Phil Karlson
- 1975 : La trahison se paie cash (en) (Framed) de Phil Karlson

À la télévision
- 1953-1954 : Les Aventures de Superman (The Adventures of Superman)
  - Saison 2, 26 épisodes
- 1967 : Le Grand Chaparral (The High Chaparral)
  - Saison 1, épisode 13 The Widow from Red Rock de William F. Claxton et Robert Sparr, et épisode 16 The Firing Wall de William Witney

### Comme réalisateur
Au cinéma
- 1960 : 13 Fighting Men

À la télévision
- 1955-1957 : Les Aventures de Superman (The Adventures of Superman)
  - Saisons 3, 4, et 5, 15 épisodes
- 1956 : Rintintin (The Adventures of Rin Tin Tin)
  - Saison 3, épisode 4 Le Retour du chef (Return of the Chief)

## Récompenses
- Oscar du meilleur montage :
  - En 1950, pour Le Champion ;
  - Et en 1953, pour Le train sifflera trois fois (récompense partagée avec Elmo Williams).